# Piotr Dunin Borkowski (1898–1940)

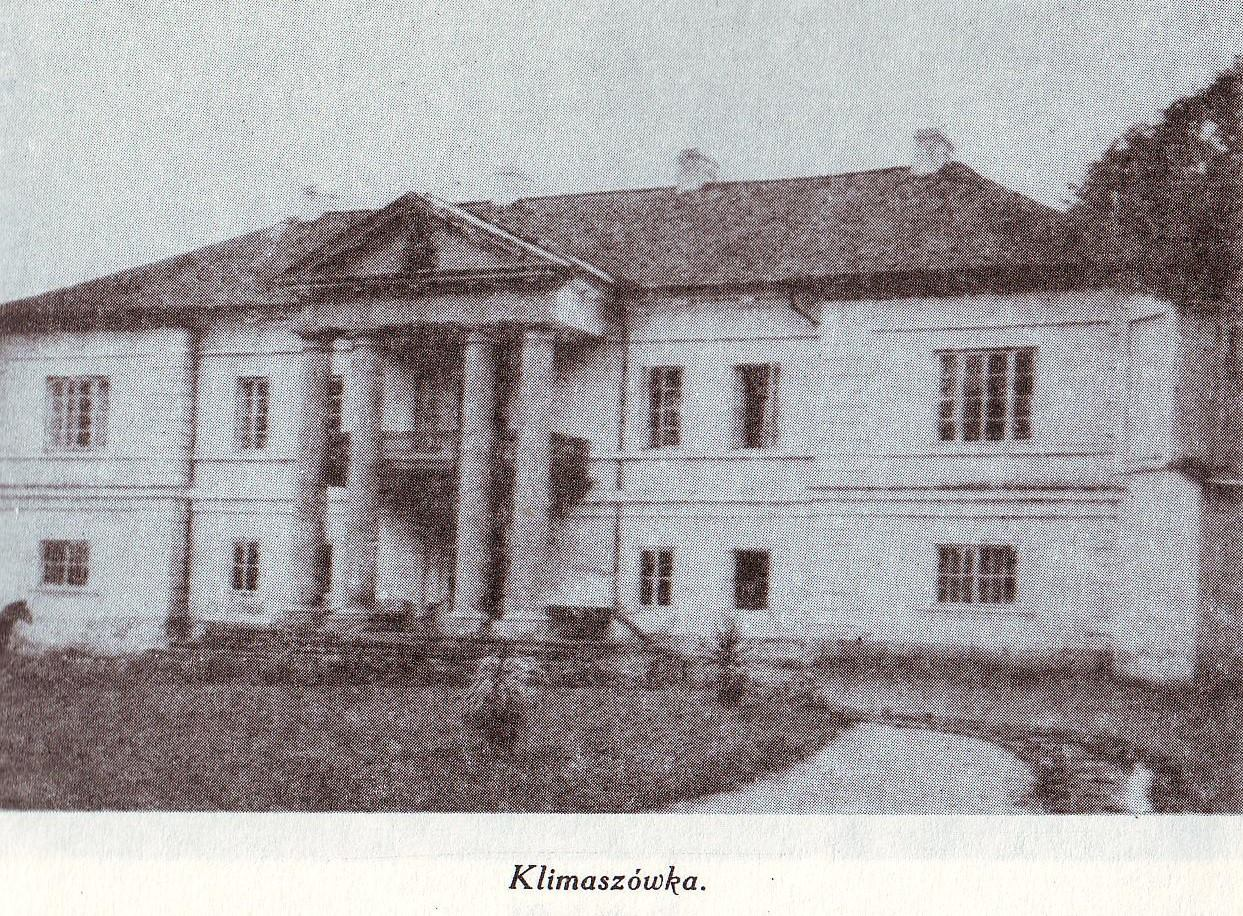
Pałac w Klimaszówce wybudowany przez Kaliksta, dom rodzinny Piotra

Piotr Dunin Borkowski h. Łabędź (ur. 5 maja?/17 maja 1898 w Klimaszówce, zm. 4–7 kwietnia 1940 w Katyniu) – kapitan dyplomowany artylerii Wojska Polskiego, działacz niepodległościowy, kawaler Orderu Virtuti Militari, ofiara zbrodni katyńskiej.

## Życiorys
Urodził się 17 maja 1898 w Klimaszówce, w ówczesnym powiecie płoskirowskim guberni podolskiej, w rodzinie Kaliksta i Marii z Wołowskich. W 1917 ukończył szkołę realną w Płoskirowie. W czerwcu tego roku jako junkier rozpoczął naukę w szkole artylerii w Kijowie.
Od października 1917 do czerwca 1918 służył w I Korpusie Polskim w Rosji, początkowo w Legii Podchorążych, a od 12 stycznia 1918 w załodze improwizowanego pociągu pancernego „Związek Broni”. Równocześnie (do grudnia 1918) działał w Polskiej Organizacji Wojskowej. 
W trakcie wojny polsko-ukraińskiej (1918–1919) służył w załodze pociągu pancernego „Śmiały”. Podczas wojny polsko-bolszewickej brał udział w walkach w okolicach Grodna, Lwowa i Warszawy.
Po zakończeniu wojny służył w 14 pułku artylerii polowej w Poznaniu. Był autorem projektu odznaki pamiątkowej pułku. 3 maja 1922 został zweryfikowany w stopniu porucznika ze starszeństwem od 1 czerwca 1919 i 522. lokatą w korpusie oficerów artylerii. Z dniem 1 listopada 1924 został przydzielony z macierzystego pułku do Wyższej Szkoły Wojennej w Warszawie, w charakterze słuchacza kursu normalnego 1924/26. Z dniem 11 października 1926, po ukończeniu kursu i otrzymaniu dyplomu naukowego oficera Sztabu Generalnego, został przydzielony do 11 Dywizji Piechoty w Stanisławowie. 12 kwietnia 1927 prezydent RP nadał mu stopień kapitana z dniem 1 stycznia 1927 i 41. lokatą w korpusie oficerów artylerii. W listopadzie 1927 został przydzielony do Dowództwa Okręgu Korpusu Nr I w Warszawie na stanowisko referenta, a następnie w Oddziale I Sztabu Generalnego. Z dniem 31 marca 1931 został przeniesiony w stan nieczynny (jednocześnie unieważniono jego przeniesienie do Oddziału II SG). Z dniem 31 marca 1932 został przeniesiony do rezerwy z równoczesnym przeniesieniem w rezerwie do 19 pułku artylerii lekkiej.
W czasie kampanii wrześniowej 1939 służył w Sztabie Frontu Północnego na stanowisku oficera Oddziału IV. Po agresji ZSRR na Polskę w nieznanych okolicznościach dostał się do niewoli sowieckiej. Był przetrzymywany w obozie jenieckim w Kozielsku. Między 3 a 5 kwietnia 1940 został przekazany do dyspozycji naczelnika Zarządu NKWD Obwodu Smoleńskiego. Między 4 a 7 kwietnia 1940 zamordowany w Katyniu przez funkcjonariuszy Obwodowego Zarządu NKWD w Smoleńsku oraz pracowników NKWD przybyłych z Moskwy na mocy decyzji Biura Politycznego KC WKP(b) z 5 marca 1940 i tam pogrzebany w bezimiennej mogile zbiorowej, gdzie od 28 lipca 2000 mieści się oficjalnie Polski Cmentarz Wojenny w Katyniu. W Lesie Katyńskim prowadzone były ekshumacje i prace archeologiczne. W 1943 jego ciało zidentyfikowano podczas ekshumacji prowadzonych przez Niemców pod numerem 2283 (na liście figuruje jako Borkowski Piotr). Przy zwłokach Piotra Dunin-Borkowskiego zostały odnalezione: list, karta szczepień 611, kwit depozytowy oraz orzełek od munduru. Figuruje na liście wywózkowej z 2 kwietnia 1940 oraz liście Komisji Technicznej PCK pod numerem 02283.

### Życie prywatne
Jego żoną była Helena z Niezabytowskich, z którą miał synów Michała (ur. 15 stycznia 1931) i Stanisława (ur. 9 kwietnia 1932). Zamieszkiwali w majątku Bartasze, w powiecie szczuczyńskim.

## Ordery i odznaczenia
- Krzyż Srebrny Orderu Wojskowego Virtuti Militari nr 6843[1] – 10 maja 1922[33]
- Krzyż Niepodległości (16 marca 1937)[34]
- Krzyż Walecznych (trzykrotnie)[35]
- Amarantowa wstążka[36]
- Srebrny Krzyż Zasługi (15 grudnia 1925)[37][35][38]
- Medal Pamiątkowy za Wojnę 1918–1921[35]
- Medal Dziesięciolecia Odzyskanej Niepodległości[35]
- Medal Zwycięstwa[35][38]
- Medal Pamiątkowy 1918–1928 (Łotwa)[35]

## Upamiętnienie
5 października 2007 minister obrony narodowej Aleksander Szczygło mianował go pośmiertnie na stopień majora. Awans został ogłoszony 9 listopada 2007 w Warszawie, w trakcie uroczystości „Katyń Pamiętamy – Uczcijmy Pamięć Bohaterów”.
14 września 2008, w ramach akcji „Katyń... pamiętamy” / „Katyń... Ocalić od zapomnienia”, został zasadzony Dąb Pamięci na terenie  kościoła św. Stanisława Kostki w Płocku, honorujący Piotra Dunin-Borkowskiego.